# José Gutiérrez Vivó
José Elías Gutiérrez Vivó (Ciutat de Mèxic, 3 de setembre de 1949) periodista i empresari mexicà, president i director general de Grupo Monitor.
Així mateix va ser conductor del noticiari Monitor de la mañana des de 1978 fins a la seva desaparició el 2008. Gutiérrez Vivó va ser creador d'aquest mateix concepte en 1974.
A partir de principis de 2015, Gutiérrez Vivó torna a transmetre un programa de ràdio per internet, aquest programa s'origina a San Antonio, Texas on actualment resideix i es diu Silencio. El programa es troba suspès des del 12 d'agost de 2015 per falta de recursos.

## Biografia
La seva carrera professional comença en 1969 com a venedor de temps en l'emissora en anglès Radio VIP.
En 1968 viatja a Londres per a estudiar la carrera de comunicació i treballar en la BBC com a reporter, al mateix temps que exercia com a corresponsal per a Radio Mil. Al seu retorn, comença a treballar a RPM de la família Serna desenvolupant múltiples funcions per a Radio VIP.
El 1973 l'empresa Radio Programas de México adquiere la emisora Radio Cadena Nacional XERCN ubicada al 1110 kHz, nomenant-la Radio Red, on, un any després comença a transmetre l'informatiu Monitor en tres emissions: matutina, vespertina i nocturna. Posteriorment, Radio VIP es muda a la freqüència 88.1 MHz d'FM.
A partir de 1989, va formar part del Fòrum Econòmic Mundial de Davos, Suïssa en l'àrea de mitjans de comunicació.
Amb el pas dels anys, aquesta emissió informativa es converteix en la més escoltada a la Ciutat de Mèxic, en disposar dels serveis Red Vial, que proporciona informes de trànsit i assistència vial; Monitor, su solución, que brinda assessoria de diversa mena al públic, i Vigilante al volante, on diversos radiooïdors proporcionen informació de caràcter viari; entre altres més, així mateix va ser el primer noticiari radiofònic de llarga durada a organitzar debats i a fer entrevistes crítiques a funcionaris dels diferents nivells de govern.
Per a 1994, el noticiari Monitor sofreix un altre canvi, quan les emissores XERED-AM 1110 kHz, XHRED-FM 88.1 MHz i XHRCA-FM 91.3 MHz a la Ciutat de Mèxic, XEDKR-AM 700 kHz a Guadalajara i XESTN-AM 1540 kHz en Monterrey són venudes pels amos de Radio Red al Grupo Radio Centro. Amb aquest canvi es funda Infored, organització produeix el noticiari a partir d'aquell any.
En 1998 se signa un contracte per 16 anys, fins a 2014, mitjançant el qual Infored produiria els noticiaris Monitor emetent-se en les freqüències de Radio Red, i Grupo Radio Centro pagaria una quantitat determinada per pagar la producció dels noticiaris, a més del sou d'Infored, i traspassaria dues emissores: XEJP-AM 1320 kHz i XEFAJ-AM 1560 kHz.
L'any 2000, la relació de Gutiérrez Vivó amb Grup Ràdio Centre es confirma amb el traspàs de les accions de les empreses concessionàries a Infored de les emissores conegudes en aquesta època com XEJP-AM 1320 kHz i XEFAJ-AM 1560 kHz.
En 2002, el periodista demanda a Grupo Radio Centro per incompliment de contracte i robatori de marques registrades, assegurant que, Monitor i altres marques registrades pel periodista a l'Institut Mexicà de la Propietat Intel·lectual (IMPI), eren plagiades per Radio Centro.
A la fi de 2003, Infored compra l'empresa El Heraldo de México (editora d' El Heraldo de México i El Heraldo de Puebla), i canvia el seu nom, disseny i continguts pels de Diario Monitor.
El 29 de febrer de 2004 es dona a conèixer el dictamino a favor d'Infored i José Gutiérrez Vivó en la demanda amb Grupo Radio Centro, en la qual es condemna a Grupo Radio Centro a pagar 21 milions de dòlars, més despeses d'execució i interessos derivats de l'incompliment de contracte.
El 3 de març és citat per la família Aguirre, propietària de Grupo Radio Centro, en acabar el noticiari, aquest mateix matí Andrés Manuel López Obrador declara a Monitor que competiria per la Presidència de la República, en acabar el noticiari la junta seria cancel·lada. Així mateix Radio Centro rescindiria dels serveis d'Infored en emetre una versió amb el mateix nom conduïda per Jacobo Zabludovsky per la qual cosa, immediatament Gutiérrez Vivó transmet en les seves pròpies estacions el noticiari Monitor al 1320 kHz i 1560 kHz.
A partir del dimarts 16 de març de 2004, inicio l'aliança entre Infored i MVS Comunicaciones a través de la seva divisió MVS Radio per a transmetre el noticiari Monitor MVS a través de l'emissora XHMVS-FM 102.5 MHz a la Ciutat de Mèxic, així com la creació de la Cadena Nacional Monitor MVS la qual va tenir inicialment una cobertura a 30 poblacions.
Al setembre de 2004, Infored canvia el seu nom a Grup Monitor, en celebrar-se 30 anys del naixement del concepte Monitor com a part d'un ambiciós projecte multimèdia en ràdio, televisió, premsa i internet.
A partir del 21 de febrer de 2005, Monitor va començar a transmetre's per televisió, a través del canal 52MX de MVS Televisión, per la qual cosa l'informatiu no sols arriba a Mèxic, sinó també als Estats Units.
En el transcurs de 2005, moltes emissores de MVS Radio situades a moltes poblacions de l'interior del país, deixen de transmetre el noticiari.
L'aliança amb MVS Radio acaba amb les transmissions al 102.5 MHz a la vall de Mèxic el dijous 30 de novembre de 2006, com ho va donar a conèixer José Gutiérrez Vivó aquest mateix dia a Monitor del matí, a causa de la incapacitat de Monitor de pagar la renda de l'estació, derivada de la negativa de pagament de Grupo Radio Centro, l'endemà MVS 102.5 és substituït pel format La Mejor.
El 30 de març de 2007 Grupo Monitor anuncia la venda d' El Heraldo de Puebla a Ricardo Henaine Mizher, president de Grupo Rihemez.
El març de 2008 Grup Monitor posa en venda els dos immobles que posseeix, el de Radio Monitor a la zona del sud de la Ciutat de Mèxic, i el de Diario Monitor a la zona centre d'aquest.
A l'abril de 2008, Diario Monitor deixa de circular els dies dissabte i diumenge.
El 10 d'abril de 2008, l'estació XEINFO-AM 1560 kHz va deixar de pertànyer a Grupo Monitor, ja que l'estació va ser lliurada en garantia a Eduardo Henkel com a pagament per un deute contret anteriorment.
A partir del 24 d'abril, les emissions Monitor de José Gutiérrez Vivó, Héctor Jiménez Landín i Enrique Muñoz, es transmeten a més en simultani a XEOC-AM 560 kHz Radio Chapultepec, de Grupo Radio Digital.
El 23 de maig de 2008 a les 14.50 hores Radio Monitor va concloure transmissions, deu minuts més tard va esclatar la vaga convocada pel Sindicat de Treballadors de la Indústria de la Radiodifusió, Televisió, Similars i Connexos de la República Mexicana (STIRT), a causa del deute de nou quinzenes als treballadors de base, i tretze quinzenes als treballadors de confiança.
L'11 de juny de 2008 el Dècim Tercer Tribunal en Matèria civil declara vàlid el laude condemnatori a Grupo Radio Centro per 21 milions de dòlars més interessos i despeses d'execució.
Actualment viu als Estats Units, i el 10 de setembre de 2010 va concedir una entrevista telefònica al noticiari de Carmen Aristegui.
El 21 de març de 2011, gairebé tres anys després de la cancel·lació de Monitor, Gutiérrez Vivó va iniciar un webcast informatiu en internet anomenada Vivó en Vivo, transmès de dilluns a divendres de 12.00 a 15.00 CST. No obstant això, l'emissió de dita webcast va ser suspesa el 14 d'octubre de 2011. Tornaria amb un altre programa informatiu via Internet, anomenat Silencio en 2015, però actualment també es troba suspès.

## Premis i distincions
- Creador del concepte noticiós Monitor, en 1974.
- Va revolucionar el concepte de noticiari radiofònic a Mèxic que acostumava el noticiari rígid i curt.
- Conductor i director de Monitor de la mañana -des de 1978-
- Guanyador del Premio Nacional de Periodismo de México per notícia (1989).[6]
- President i director general d' Infored -entre 1996 i 2004-
- President i director general de Grupo Monitor, des de setembre de 2004.
- Escriptor de diversos llibres periodístics; entre ells El otro yo del mexicano -publicat el 1997, on inclou entrevistes realitzades per ell entre 1994 i 1996-
- Guanyador del Premi Internacional de Periodisme Rei d'Espanya lliurat pel Rei Joan Carles I (2001)
- Guanyador del Premi Nacional de Periodisme de Mèxic per entrevista (2001).[6]
- Guanyador d'un dels Premis Ondas 2001, lliurat per Ràdio Barcelona i la Cadena Ser.[7]